# Список епізодів телесеріалу «Горець»
Горець (англ. Highlander: The Series) — науково-фантастичний пригодницький телесеріал, що виходив з жовтня 1992 року по травень 1998 року. Є ретконом однойменного художнього фільму 1986 року. Всього вийшло 119 епізодів у 6 сезонах.

## Огляд серіалу
| Сезон | Сезон | Епізоди | Прем'єрний показ | Прем'єрний показ |
| Сезон | Сезон | Епізоди | Початок          | Завершення       |
| ----- | ----- | ------- | ---------------- | ---------------- |
|       | 1     | 22      | 3 жовтня 1992    | 22 травня 1993   |
|       | 2     | 22      | 27 вересня 1993  | 23 травня 1994   |
|       | 3     | 22      | 26 вересня 1994  | 29 травня 1995   |
|       | 4     | 22      | 25 вересня 1995  | 26 травня 1996   |
|       | 5     | 18      | 23 вересня 1996  | 19 травня 1997   |
|       | 6     | 13      | 5 жовтня 1997    | 16 травня 1998   |

## Сезон 1: 1992—1993
| № у серіалі | № у сезоні | Назва (укр.)                | Назва (англ.)          | Режисер(и)       | Сценарист(и)                          | Перший ефір у США | Перший ефір українською | Код серії |
| --- | ---------- | --------------------------- | ---------------------- | ---------------- | ------------------------------------- | ----------------- | ----------------------- | --------- |
| 1 | 1×01       | «Зібрання»                  | The Gathering          | Thomas J. Wright | Dan Gordon                            | 3 жовтня 1992     | Буде оголошено          | 92102-1   |
| Безсмертний Слен Квінс порушує мирне життя Дункана Мак-Лауда та його коханої Тесси Ноель. Він кидає виклик Дункану, запрошуючи помірятися силами. Запобігти сутичці намагається Коннор Мак-Лауд, вчитель і далекий родич Дункана. Мимовільним свідком подій стає Річі Раян, дрібний крадій, який вирішив пограбувати магазин Дункана.                                                        |            |                             |                        |                  |                                       |                   |                         |           |
| 2 | 2×01       | «Невинний»                  | Innocent Man           | Jorge Montesi    | Dan Gordon                            | 10 жовтня 1992    | Буде оголошено          | 92103-4   |
| У лісі поблизу маленького містечка вбито Лукаса Дезіре, старовинного друга Мак-Лауда, з яким він познайомився під час Громадянської війни. У вбивстві підозрюють безхатченка, ветерана В'єтнамської війни. Дункан прагне знайти справжнього вбивцю і не дозволити засудити невинного. |            |                             |                        |                  |                                       |                   |                         |           |
| 3 | 3×01       | «Дороги, які не вибирають»  | The Road Not Taken     | Thomas J. Wright | Terry Nelson                          | 17 жовтня 1992    | Буде оголошено          | 92108-3   |
| Друг Річі Раяна раптово помирає, здійснюючи пограбування ювелірного магазину. Попри те, що поліцію вважає причиною смерті передозування наркотиків, Річі впевнений, що його друг ніколи їх не вживав. Дункан згадує, що бачив подібне раніше: це дія зілля, яке розробив його знайомий Безсмертний Кім Сун. Останній стверджує, що рецепт зілля викрав його учень Чу Лін.                    |            |                             |                        |                  |                                       |                   |                         |           |
| 4 | 4×01       | «Важкий день у суді»        | Bad Day in Building A  | Jorge Montesi    | Kevin Droney                          | 24 жовтня 1992    | Буде оголошено          | 92107-6   |
| Мак-Лауд, Тесса і Річі випадково опиняються у групі заручників, яких захопили у будівлі суду терористи, вимагаючи звільнення свого лідера Браяна Слейда. |            |                             |                        |                  |                                       |                   |                         |           |
| 5 | 5×01       | «Вільне падіння»            | Free Fall              | Thomas J. Wright | Philip John Taylor                    | 31 жовтня 1992    | Буде оголошено          | 92101-5   |
| Молода жінка, знайома Річі, вчиняє самогубство, кинувшись зі хмарочоса, відроджується як Безсмертна і стає ученицею Мак-Лауда. Але згодом виявляється, що вона не такий уже й новачок у Безсмерті... |            |                             |                        |                  |                                       |                   |                         |           |
| 6 | 6×01       | «Смертельна медицина»       | Deadly Medicine        | Ray Austin       | Robert L. McCullough                  | 7 листопада 1992  | Буде оголошено          | 92111-8   |
| Повертаючись додому з магазину, Мак-Лауд потрапляє у ДТП і згодом «помирає» у шпиталі. Оживши, він намагається непомітно втекти з лікарні, але свідком його воскресіння стає лікар, що працював в реанімації. Він накачує Дункана наркотиками і викрадає з метою вивчення його безсмертної природи.                                                                                          |            |                             |                        |                  |                                       |                   |                         |           |
| 7 | 7×01       | «Гірські люди»              | Mountain Men           | Thomas J. Wright | Marie-Chantal Droney                  | 14 листопада 1992 | Буде оголошено          | 92110-7   |
| Тесса їде сама на прогулянку в гори, де її викрадає група людей, що живе у цій дикій місцевості, не підкоряючись законам суспільства. Дункан вирушає на допомогу, але йому треба поспішати, адже ватажок цих гірських людей — Безсмертний, який хоче взяти Тессу за дружину. |            |                             |                        |                  |                                       |                   |                         |           |
| 8 | 8×01       | «Солодка помста»            | Revenge is Sweet       | Ray Austin       | Loraine Despres                       | 21 листопада 1992 | Буде оголошено          | 92109-10  |
| Дункана Мак-Лауда і його друзів переслідує загадкова красуня, на ім'я Ребекка Лорд. Виявляється, що вона хоче помститися за смерть свого нареченого, якого, як вона вважає, вбив Мак-Лауд, але вона не знає про існування Безсмертних і про те, що її наречений живий. |            |                             |                        |                  |                                       |                   |                         |           |
| 9 | 9×01       | «Морська відьма»            | The Sea Witch          | Thomas J. Wright | David Tynan                           | 5 грудня 1992     | Буде оголошено          | 92112-9   |
| Викравши у наркоторговців наркотики і гроші, колишня подружка Річі намагається втекти з міста разом із своєю маленькою дочкою. Річі і Мак-Лауд рятують їх від переслідування бандитами, ватажком яких виявляється Безсмертний, старий знайомий Дункана. |            |                             |                        |                  |                                       |                   |                         |           |
| 10 | 10×01      | «Свідок»                    | Eyewitness             | Ray Austin       | David Tynan                           | 12 грудня 1992    | Буде оголошено          | 92115-12  |
| Тесса стає свідком вбивства своєї знайомої, але поліція відмовляється від розслідування через відсутність тіла. Тесса і Дункан починають своє власне розслідування. |            |                             |                        |                  |                                       |                   |                         |           |
| 11 | 11×01      | «Родинне дерево»            | Family Tree            | Jorge Montesi    | Kevin Droney                          | 19 грудня 1992    | Буде оголошено          | 92106-2   |
| Річі намагається дізнатися правду про своїх справжніх батьків. У пошуках він зустрічається із чоловіком, на ім'я Джо Скенлон, який стверджує, що він — батько Річі. Підозри Дункана щодо особи цього Скенлона не марні — він аферист, який заборгував купу грошей бандитам. |            |                             |                        |                  |                                       |                   |                         |           |
| 12 | 12×01      | «Забудь про зло»            | See No Evil            | Thomas J. Wright | Brian Clemens                         | 6 лютого 1993     | Буде оголошено          | 92114-11  |
| На подругу Тесси нападає маніяк, який вбиває і скальпує білявок. Дункан пригадує божевільного Безсмертного, який у 1920-х роках так само вбивав світловолосих жінок, але тоді Мак-Лауд у двобої обезголовив його, отже, сучасний вбивця-маніяк — наслідувач. |            |                             |                        |                  |                                       |                   |                         |           |
| 13 | 13×01      | «Бандитська зграя»          | Band of Brothers       | René Manzor      | Marie-Chantal Droney                  | 13 лютого 1993    | Буде оголошено          | 92118-13  |
| Дункан Мак-Лауд захищає смертного громадського діяча від Безсмертного, який таким чином хоче помститися своєму колишньому другові Дарію, також Безсмертному, вбиваючи усіх його друзів і учнів. |            |                             |                        |                  |                                       |                   |                         |           |
| 14 | 14×01      | «В ім'я зла»                | For Evil's Sake        | Ray Austin       | David Abramowitz / Fabrice Ziolkowski | 20 лютого 1993    | Буде оголошено          | 92117-14  |
| У Парижі, де тепер живе з друзями Мак-Лауд, вбивця, одягнений у костюм міма, вбиває кількох осіб. Дункан пригадує Безсмертного, який, працюючи найманим вбивцею, одягався у клоунський костюм і веселив своїх жертв, аж поки вони не втрачали пильність і він міг легко їх вбити |            |                             |                        |                  |                                       |                   |                         |           |
| 15 | 15×01      | «Смерть заради майбутнього» | For Tomorrow We Die    | Robin Davis      | Philip John Taylor                    | 27 лютого 1993    | Буде оголошено          | 92116-15  |
| Грабіжник-Безсмертний при пограбуванні ювелірного магазину вбиває шістьох людей. Знаряддя вбивства — смертельно отруйний газ — нагадує Дункану про одного свого старого ворога. |            |                             |                        |                  |                                       |                   |                         |           |
| 16 | 16×01      | «Хижак з підземелля»        | The Beast Below        | Daniel Vigne     | Marie-Chantal Droney                  | 6 березня 1993    | Буде оголошено          | 92123-16  |
| В оперну співачку закохується юродивий Безсмертний, що живе у паризьких катакомбах. Вона маніпулює ним, щоб його руками розправитися із своїми суперниками. |            |                             |                        |                  |                                       |                   |                         |           |
| 17 | 17×01      | «Порятунок Грейс»           | Saving Grace           | Ray Austin       | Elizabeth Baxter / Martin Broussellet | 13 березня 1993   | Буде оголошено          | 92120-17  |
| У Дункана шукає захисту його колишня коханка-Безсмертна, яку звинувачують у вбивстві свого смертного чоловіка. Втім, справжнім вбивцею є її колишній Безсмертний коханець, який схиблений на поверненні своєї коханки. |            |                             |                        |                  |                                       |                   |                         |           |
| 18 | 18×01      | «Жінка і тигр»              | The Lady and the Tiger | Robin Davis      | Philip John Taylor                    | 24 квітня 1993    | Буде оголошено          | 92121-18  |
| Безсмертна Аманда, колишня коханка Дункана, і водночас крадійка, шахрайка і аферистка, просить Мак-Лауда по допомогу: її колишній коханець і напарник по злочинах вийшов із тюрми, куди потрапив через Аманду, і тепер хоче помститися. Дункан не може лишити жінку у біді, але не здогадується, що вона вже запропонувала своєму напарникові голову Мак-Лауда в обмін на своє життя.        |            |                             |                        |                  |                                       |                   |                         |           |
| 19 | 19×01      | «Помста янгола»             | Avenging Angel         | Paolo Barzman    | Fabrice Ziolkowski                    | 1 травня 1993     | Буде оголошено          | 92122-20  |
| Божевільний чоловік, ставши Безсмертним, починає вважати себе божим «янголом помсти» та вбиває проституток і їхніх сутенерів. Зазнавши невдачі у спробі пояснити новонародженому Безсмертному природу його нової сутності та правила Гри, Мак-Лауд вимушений битися з ним, захищаючи своїх близьких.                                                                                         |            |                             |                        |                  |                                       |                   |                         |           |
| 20 | 20×01      | «Око модельєра»             | Eye of the Beholder    | Денніс Беррі     | Christian Bouveron / Lawrence Shore   | 8 травня 1993     | Буде оголошено          | 92124-19  |
| Річі зустрічає в кафе молоду вродливу дівчину, що працює моделлю, і закохується в неї. Його кохання втягує його у протистояння з відомим кутюр'є, паралельно — крадієм і вбивцею, який виявляється Безсмертним. |            |                             |                        |                  |                                       |                   |                         |           |
| 21 | 21×01      | «Нікуди тікати»             | Nowhere to Run         | Денніс Беррі     | David Abramowitz                      | 8 травня 1993     | Буде оголошено          | 92125-21  |
| Син давнього приятеля Тесси ґвалтує дівчину. На його біду вітчимом дівчини виявляється Безсмертний, який починає полювати за ґвалтівником. Мак-Лауд, будучи гостем у будинку приятеля Тесси, вимушений втрутитися, але його наміри вирішити конфлікт мирним шляхом розбиваються об лють Безсмертного, що мстить за своїх.                                                                    |            |                             |                        |                  |                                       |                   |                         |           |
| 22 | 22×01      | «Мисливці»                  | The Hunters            | Paolo Barzman    | Kevin Droney                          | 22 травня 1993    | Буде оголошено          | 92126-22  |
| Безсмертний Г'ю Фіцкерн, старовинний приятель Мак-Лауда, приходить до нього із тривожною звісткою: за короткий час зникло безвісти кілька Безсмертних. Незабаром після цього Фіцкерн і Мак-Лауд знаходять Дарія, священника-Безсмертного, вбитим і обезголовленим у своїй церкві. Безсмертним заборонено битися один з одним на святій землі, а це значить, що в смерті Дарія винні смертні. |            |                             |                        |                  |                                       |                   |                         |           |

## Сезон 2: 1993—1994
| № у серіалі | № у сезоні | Назва (укр.)                      | Назва (англ.)            | Режисер(и)      | Сценарист(и)                                       | Перший ефір у США | Перший ефір українською | Код серії |
| --- | ---------- | --------------------------------- | ------------------------ | --------------- | -------------------------------------------------- | ----------------- | ----------------------- | --------- |
| 23 | 1×02       | «Спостерігачі»                    | The Watchers             | Clay Borris     | Marie-Chantal Droney                               | 27 вересня 1993   | Буде оголошено          | 93201-23  |
| Дункан Мак-Лауд і його друзі повертаються до США у пошуках вбивць Дарія. Під час розслідування, Дункан знайомиться з чоловіком, на ім'я Джо Доусон, який виявляється членом таємного товариства Спостерігачів. Вбивці Дарія, вочевидь, також мають певне відношення до цього товариства.                                                         |            |                                   |                          |                 |                                                    |                   |                         |           |
| 24 | 2×02       | «Вивчення світла і тіні»          | Studies in Light         | Peter Ellis     | Naomi Janzen                                       | 4 жовтня 1993     | Буде оголошено          | 93202-24  |
| На виставці фотографій Дункан зустрічає стару, хвору пані, в якій впізнає свою колишню коханку, смертну. Тим часом, друг Мак-Лауда, Безсмертний, чиї роботи також були на виставці, виявляється цинічним відчайдухом, адже через своє Безсмертя не може відчувати повноту життя.                                                                 |            |                                   |                          |                 |                                                    |                   |                         |           |
| 25 | 3×02       | «Повернення»                      | Turnabout                | Clay Borris     | David Tynan                                        | 11 жовтня 1993    | Буде оголошено          | 93203-25  |
| Джо Доусон просить у Мак-Лауда допомогти спіймати Безсмертного вбивцю Квентена Барнса. Дункан спершу відмовляється, але незабаром в його житті з тим самим проханням з'являється старий приятель, Безсмертний, якого переслідує Барнс. Дункан починає полювання на Барнса, але зупинити вбивцю дуже складно, адже в нього є альтер его....       |            |                                   |                          |                 |                                                    |                   |                         |           |
| 26 | 4×02       | «Пітьма»                          | The Darkness             | Paolo Barzman   | Christian Bouveron, Lawrence Shore                 | 18 жовтня 1993    | Буде оголошено          | 93204-26  |
| Колись циганка наворожила Мак-Лауду, що він ніколи не одружиться, проте Дункан просить Тессу вийти за нього заміж. Їхнє щастя триває зовсім недовго: Тессу викрадає один із Спостерігачів-відступників, який полює на Безсмертних і вбиває їх.                                                                                                   |            |                                   |                          |                 |                                                    |                   |                         |           |
| 27 | 5×02       | «Око за око»                      | Eye For An Eye           | Денніс Беррі    | Elizabeth Baxter, Martin Broussellet               | 25 жовтня 1993    | Буде оголошено          | 93205-27  |
| Дункан і Річі випадково перешкоджають терористичному акту, у сутичці один із терористів гине. Очільниця банди виявляється Безсмертною і дає клятву помститися Річі за смерть свого напарника. Мак-Лауд починає терміново вчити Річі фехтуванню.                                                                                                  |            |                                   |                          |                 |                                                    |                   |                         |           |
| 28 | 6×02       | «Зона»                            | The Zone                 | Clay Borris     | Peter Mohan                                        | 1 листопада 1993  | Буде оголошено          | 93206-28  |
| Джо Доусон просить Мак-Лауда з'ясувати, чи не є Безсмертним ватажок банди, що контролює так звану «Зону» — міське гето, тому Дункан вирушає у мандрівку міськими нетрями. |            |                                   |                          |                 |                                                    |                   |                         |           |
| 29 | 7×02       | «Повернення Аманди»               | The Return of Amanda     | Денніс Беррі    | Guy Mullaly (сценарій); David Tynan (телесценарій) | 8 листопада 1993  | Буде оголошено          | 93207-29  |
| У житті Дункана знову несподівано з'являється Аманда — Безсмертна крадійка та аферистка. Попри її твердження, що вона «зав'язала» із злочинною діяльністю, виявляється, що на неї полює ФБР. |            |                                   |                          |                 |                                                    |                   |                         |           |
| 30 | 8×02       | «Кривава помста»                  | Revenge of the Sword     | Clay Borris     | Aubrey Solomon                                     | 15 листопада 1993 | Буде оголошено          | 93208-30  |
| Джиммі, колишній учень Чарлі Де-Сальво стає висхідною зіркою фільмів про бойові мистецтва. На зніманні фільму, які проходили у залі Де-Сальво, вбивають одного з каскадерів. Дункан і Чарлі вирішують, що життю Джиммі хтось загрожує і беруть хлопця під захист.                                                                                |            |                                   |                          |                 |                                                    |                   |                         |           |
| 31 | 9×02       | «Рятуйся, хто може»               | Run For Your Life        | Денніс Беррі    | Naomi Janzen                                       | 22 листопада 1993 | Буде оголошено          | 93209-31  |
| Дункан допомагає одному своєму старому знайомому — чорношкірому Безсмертному — врятуватися від продажного поліцейського-расиста, який виявляється одним із Спостерігачів-відступників, що хочуть знищити всіх Безсмертних. |            |                                   |                          |                 |                                                    |                   |                         |           |
| 32 | 10×02      | «Епітафія Томмі»                  | Epitaph for Tommy        | Clay Borris     | Philip John Taylor                                 | 29 листопада 1993 | Буде оголошено          | 93210-32  |
| Під час дуелі Мак-Лауда із Безсмертним, на ім'я Галлен, гине випадковий перехожий. Засмучений цією смертю, Мак-Лауд розслідує цю справу і раптом виявляється, що невинна жертва не так вже й невинна... |            |                                   |                          |                 |                                                    |                   |                         |           |
| 33 | 11×02      | «Боєць»                           | The Fighter              | Peter Ellis     | Morrie Ruvinsky                                    | 31 січня 1994     | Буде оголошено          | 93211-33  |
| Старий знайомий Мак-Лауда, Безсмертний колишній боксер, а тепер промоутер Томмі Салліван, вмовляє Дункана вкласти гроші у його бійця, а також допомогти завоювати серце дівчини, що йому подобається. Дункан допомагає старому приятелю, але коли промоутера-конкурента знаходять вбитим, Мак-Лауд починає підозрювати Саллівана у нечесній грі. |            |                                   |                          |                 |                                                    |                   |                         |           |
| 34 | 12×02      | «Іменем закону»                   | Under Color of Authority | Clay Borris     | Peter Mohan                                        | 7 лютого 1994     | Буде оголошено          | 93212-34  |
| Річі рятує молоду жінку, на яку полює Безсмертний мисливець за головами. Але Дункан знає цього мисливця — він ніколи не стане переслідувати невиновного. |            |                                   |                          |                 |                                                    |                   |                         |           |
| 35 | 13×02      | Буде оголошено                    | Bless the Child          | Clay Borris     | Elizabeth Baxter, Martin Broussellet               | 14 лютого 1994    | Буде оголошено          | 93213-35  |
| Під час турпоходу в гори Дункан і Чарлі намагаються урятувати молоду жінку із дитиною від її свекра, який хоче забрати дитину. |            |                                   |                          |                 |                                                    |                   |                         |           |
| 36 | 14×02      | «Диявольський альянс (частина 1)» | Unholy Alliance, Part 1  | Peter Ellis     | David Tynan                                        | 21 лютого 1994    | Буде оголошено          | 93214-36  |
| Двоє Безсмертних загинули дивною смертю: їх розстріляли перед тим, як відтяти голови. Як дізнається Дункан, за цим стоїть його давній ворог Ксав'є Сен-Клод, який хоче вбити Мак-Лауда. Але їх дуель раптово перериває поява Спостерігача-відступника, який давно мав бути мертвий.                                                              |            |                                   |                          |                 |                                                    |                   |                         |           |
| 37 | 15×02      | «Диявольський альянс (частина 2)» | Unholy Alliance, Part 2  | Peter Ellis     | David Tynan                                        | 28 лютого 1994    | Буде оголошено          | 93215-37  |
| Мак-Лауд і агент Рене Делейні летять до Парижа, переслідуючи Хортона і Ксав'є Сен-Клода |            |                                   |                          |                 |                                                    |                   |                         |           |
| 38 | 16×02      | «Вампір»                          | The Vampire              | Денніс Беррі    | J. P. Couture                                      | 7 березня 1994    | Буде оголошено          | 93216-38  |
| Безсмертний, на ім'я Ворд, вже два століття одружується з багатими жінками, а потім вбиває їх заради спадку. Цього разу його жертвою має стати донька старого друга Мак-Лауда. |            |                                   |                          |                 |                                                    |                   |                         |           |
| 39 | 17×02      | «Розпалювач війни»                | Warmonger                | Bruno Gantillon | Christian Bouveron, Lawrence Shore                 | 14 березня 1994   | Буде оголошено          | 93217-39  |
| Безсмертний Артур Дрейк — геній зла, жорстокий і цинічний ляльковод, сірий кардинал міжнародної політики, вбивця і злочинець. Колись Дункан пообіцяв не нападати на Дрейка в обмін на життя своєї коханої, але чи зможе він дотриматися свого слова?                                                                                             |            |                                   |                          |                 |                                                    |                   |                         |           |
| 41 | 19×02      | «Спадок»                          | Legacy                   | Денніс Беррі    | Elizabeth Baxter                                   | 25 квітня 1994    | Буде оголошено          | 93219-41  |
| Аманда приходить до Дункана по допомогу: Безсмертний, на ім'я Лютер, вбив її подругу і наставницю Ребекку Хорн. Він прагне здобути магічний кристал, який Ребекка розділила на частини та роздала своїм учням. За легендою, кристал робить свого власника непереможним.                                                                          |            |                                   |                          |                 |                                                    |                   |                         |           |
| 42 | 20×02      | «Блудний син»                     | Prodigal Son             | Paolo Barzman   | David Tynan                                        | 2 травня 1994     | Буде оголошено          | 93220-42  |
| Невідомий Безсмертний переслідує Річі та вбиває смертних у його оточенні, тим самим підставляючи Річі поліції. Розгублений юнак кидається до Мак-Лауда по допомогу, але той здогадується, що цьому невідомому Безсмертному не потрібна сила Безсмертного-новачка, він прагне кинути виклик вчителю, а не учню.                                   |            |                                   |                          |                 |                                                    |                   |                         |           |
| 40 | 18×02      | «Донька фараона»                  | Pharaoh's Daughter       | Денніс Беррі    | Christian Bouveron, Lawrence Shore                 | 9 травня 1994     | Буде оголошено          | 93218-40  |
| У давньоєгипетському саркофазі Мак-Лауд знаходить Нефертірі — Безсмертну віком 2000 років. Вона прагне помститися своєму ворогу і колишньому коханцю — давньоримському полководцю Марку Константину, який живе у сучасному Парижі. |            |                                   |                          |                 |                                                    |                   |                         |           |
| 43 | 21×02      | «Фальшивка (частина 1)»           | Counterfeit, Part 1      | Paolo Barzman   | David Tynan (сценарій); Бред Райт (сценарій)       | 16 травня 1994    | Буде оголошено          | 93221-43  |
| Молодий чоловік, на ім'я Піт Вайлдер, рятує Річі від нападників із татуюванням Спостерігачів. Вони з Річі стають друзями, але Дункан підозрює щось недобре і прагне з'ясувати, хто такий цей Піт Вайлдер. Він і не здогадується, що всі події — справа рук його старого ворога...                                                                |            |                                   |                          |                 |                                                    |                   |                         |           |
| 44 | 22×02      | «Фальшивка (частина 2)»           | Counterfeit, Part 2      | Денніс Беррі    | David Tynan                                        | 23 травня 1994    | Буде оголошено          | 93222-44  |
| Дункан зустрічає жінку, як дві краплі води схожу на покійну Тессу. Він майже втрачає голову від думки, що його кохана знову повернулася в його життя, але, на жаль, це все — підступний план Джеймса Хортона. |            |                                   |                          |                 |                                                    |                   |                         |           |

## Сезон 3: 1994—1995
| № у серіалі | № у сезоні | Назва (укр.)            | Назва (англ.)            | Режисер(и)        | Сценарист(и)     | Перший ефір у США | Перший ефір українською | Код серії |
| --- | ---------- | ----------------------- | ------------------------ | ----------------- | ---------------- | ----------------- | ----------------------- | --------- |
| 45 | 1×03       | «Самурай»               | The Samurai              | Денніс Беррі      | Naomi Janzen     | 26 вересня 1994   | Буде оголошено          | 94301     |
| Нащадок одного з наставників Мак-Лауда просить у Дункана допомоги, нагадуючи про клятву, яку той дав понад 200 років тому. |            |                         |                          |                   |                  |                   |                         |           |
| 46 | 2×03       | «Лінія життя»           | Line of Fire             | Clay Borris       | David Tynan      | 3 жовтня 1994     | Буде оголошено          | 94302     |
| Давня подружка Річі заявляє, що він — батько її 18-місячного сина. Тим часом до міста приїжджає злий Безсмертний, який колись убив усю названу родину Мак-Лауда. |            |                         |                          |                   |                  |                   |                         |           |
| 47 | 3×03       | «Революціонер»          | The Revolutionary        | Денніс Беррі      | Peter Mohan      | 10 жовтня 1994    | Буде оголошено          | 94303     |
| Лідер балканських повстанців, Безсмертний Пол Каррос, приїздить до США за зброєю та волонтерами. Він намагається вмовити свого старого побратима, Дункана Мак-Лауда, воювати на його боці, але Мак-Лауд незабаром починає розуміти, що Карросом керує не лише бажання допомогти повсталим жителям далекої балканської країни. |            |                         |                          |                   |                  |                   |                         |           |
| 48 | 4×03       | «Хрест святого Антонія» | The Cross of St. Antoine | Денніс Беррі      | Morrie Ruvinsky  | 17 жовтня 1994    | Буде оголошено          | 94304     |
| 200 років тому з маленького поселення у Монтані Безсмертний злодій викрав хрест, вбивши священника. У сучасному світі Дункан Мак-Лауд знову зустрічає цей хрест і починає вистежувати злодія, охоплений бажанням відновити справедливість. |            |                         |                          |                   |                  |                   |                         |           |
| 49 | 5×03       | «Освячення»             | Rite of Passage          | Mario Azzopardi   | Karen Harris     | 24 жовтня 1994    | Буде оголошено          | 94305     |
| 18-річна Мішель, приймачка смертних друзів Мак-Лауда, потрапляє в автокатастрофу і прокидається в морзі, Безсмертна. Мак-Лауд дає їй притулок і намагається навчити навичок, потрібних Безсмертним, але бунтівний підліток навіть Безсмертя вважає чудовою розвагою. |            |                         |                          |                   |                  |                   |                         |           |
| 50 | 6×03       | «Мужність»              | Courage                  | Charles Wilkinson | Nancy Heiken     | 31 жовтня 1994    | Буде оголошено          | 94306     |
| Старий друг Мак-Лауда, колись найкращий фехтувальник Європи, втратив жагу до життя і тікає від реальності за допомогою наркотиків і спиртного. Дункан прагне допомогти другу повернутися до нормального життя, але, вочевидь, запізно... |            |                         |                          |                   |                  |                   |                         |           |
| 51 | 7×03       | «Ягня»                  | The Lamb                 | Денніс Беррі      | J. P. Couture    | 7 листопада 1994  | Буде оголошено          | 94307     |
| Дункан і Річі зустрічають 10-річного Безсмертного і беруть його під опіку. Але чи справді хлопчик Кенні — невинне молоде ягня? Чи досвідчений Безсмертний, іронією долі застряглий у тілі підлітка? |            |                         |                          |                   |                  |                   |                         |           |
| 52 | 8×03       | «Одержимість»           | Obsession                | Charles Wilkinson | Lawrence Shore   | 14 листопада 1994 | Буде оголошено          | 94308     |
| Безсмертний, старий знайомий Дункана, на ім'я Девід, закохується у смертну дівчину і перед весіллям відкриває їй свою таємницю. Проте вона не хоче жити разом із Безсмертним, який не буде старіти з нею, і від якого не народяться діти. Засліплений коханням, Девід починає переслідувати свою колишню наречену, а та звертається по допомогу до Дункана. |            |                         |                          |                   |                  |                   |                         |           |
| 53 | 9×03       | «Тіні»                  | Shadows                  | Charles Wilkinson | David Tynan      | 21 листопада 1994 | Буде оголошено          | 94309     |
| Мак-Лауда починають мучити дивні видіння та нічні страхіття, в яких моторошна чорна фігура в капюшоні перемагає Мак-Лауда на дуелі та відсікає йому голову. Дункан звертається по допомогу до свого давнього знайомого, Безсмертного, який століттями вивчає людський мозок, і той запевняє Дункана, що це уособлення притаманного Безсмертним страху смерті. Проте чи є фігура в капюшоні лише продуктом хворої уяви Дункана? |            |                         |                          |                   |                  |                   |                         |           |
| 54 | 10×03      | «Шантаж»                | Blackmail                | Paolo Barzman     | Morrie Ruvinsky  | 28 листопада 1994 | Буде оголошено          | 94310     |
| Смертний шантажує Мак-Лауда відеоплівкою, на якій в усіх подробицях зафільмована дуель Дункана з іншим Безсмертним, обезголовлення та Перевтілення. Смертному не потрібні гроші, він хоче, щоб Мак-Лауд вбив його дружину. |            |                         |                          |                   |                  |                   |                         |           |
| 55 | 11×03      | «Вендета»               | Vendetta                 | Джордж Менделюк   | Alan Swayze      | 5 грудня 1994     | Буде оголошено          | 94311     |
| Рятуючи своє життя, Безсмертний Бенні Карбасса, дрібний злодій, обіцяє ватажку гангстерів привести до нього Мак-Лауда, який знає один важливий гангстерський секрет і має узяти його з собою в могилу. |            |                         |                          |                   |                  |                   |                         |           |
| 56 | 12×03      | «Вони теж служать»      | They Also Serve          | Paolo Barzman     | Lawrence Shore   | 6 лютого 1995     | Буде оголошено          | 94312     |
| Молодому Безсмертному легко вдається долати своїх супротивників, бо йому в цьому допомагає його Спостерігач. Наступною жертвою має стати Мак-Лауд. Джо Доусон постає перед важким вибором: триматися клятви та традицій Спостерігача, чи заради дружби з Мак-Лаудом все ж таки втрутитися... |            |                         |                          |                   |                  |                   |                         |           |
| 57 | 13×03      | «Сліпа віра»            | Blind Faith              | Jerry Ciccoritti  | Jim Makichuk     | 13 лютого 1995    | Буде оголошено          | 94313     |
| Безсмертний Джон Кірін, лідер релігійної групи, гине під колесами автомобіля та оживає після смерті, на операційному столі. Мак-Лауд знає його: цей проповідник миру і любові до ближнього, колись був вояком-найманцем, готовим за гроші продати навіть найкращого друга. |            |                         |                          |                   |                  |                   |                         |           |
| 58 | 14×03      | «Пісня Ката»            | Song of the Executioner  | Paolo Barzman     | David Tynan      | 20 лютого 1995    | Буде оголошено          | 94314     |
| Дункан і Енн приходять на концерт хору ченців, яким керує старий друг Дункана, Безсмертний брат Павло, який заради цього концерту вперше за 300 років покинув святу землю свого монастиря. Це виявляється пасткою, в яку заради помсти заманив брата Павла його колишній учень і співзасновник монастиря, Калас. У XVII столітті Дункан, перебуваючи у цьому монастирі, виявив, що Калас таємно заманює у пастку та вбиває всіх Безсмертних, які шукають у монастирі притулку. Дункан і брат Павло вигнали Каласа з монастиря, тому він жорстоко мстить їм обом. |            |                         |                          |                   |                  |                   |                         |           |
| 59 | 15×03      | «Нещасливий»            | Star-Crossed             | Paolo Barzman     | Jim Makichuk     | 27 лютого 1995    | Буде оголошено          | 94315     |
| Після невдалої дуелі з Каласом Дункан тікає до Парижу, адже на очах Енн він «помер». У Парижі Мак-Лауда зустрічає старий друг, Г'ю Фіцкерн, але виявляється, що до Парижу також прибув і ворог Дункана, Калас. |            |                         |                          |                   |                  |                   |                         |           |
| 60 | 16×03      | «Мітос»                 | Methos                   | Денніс Беррі      | J. P. Couture    | 6 березня 1995    | Буде оголошено          | 94316     |
| Дункан дізнається, що Калас у Парижі шукає Мітоса — міфічного найстарішого Безсмертного, щоб відтяти йому голову і здобути його силу. Дункан вирішує знайти Мітоса першим, якщо, звісно, Мітос існує. Джо радить Мак-Лауду розпитати молодого Спостерігача, Адама Пірсона, який досліджує історію Мітоса, але результат цієї зустрічі просто неймовірний… |            |                         |                          |                   |                  |                   |                         |           |
| 61 | 17×03      | «Забери ніч»            | Take Back the Night      | Paolo Barzman     | Alan Swayze      | 24 квітня 1995    | Буде оголошено          | 94317     |
| Безсмертну Кірдвін та її смертного чоловіка вбивають на вулиці грабіжники. Оживши, вона починає їм мстити. |            |                         |                          |                   |                  |                   |                         |           |
| 62 | 18×03      | «Свідчення»             | Testimony                | Денніс Беррі      | David Tynan      | 1 травня 1995     | Буде оголошено          | 94318     |
| Мак-Лауд вирішує розказати Енн про свою безсмертну сутність і влаштовує її приїзд до Парижу. Проте, не встигнувши вийти з аеропорту, Енн мимоволі стикається із жорстоким світом наркоторгівлі та російської мафії, яку очолює Безсмертний. |            |                         |                          |                   |                  |                   |                         |           |
| 63 | 19×03      | «Смертні гріхи»         | Mortal Sins              | Mario Azzopardi   | Lawrence Shore   | 8 травня 1995     | Буде оголошено          | 94319     |
| У 1943 році маленький Бернард, учасник французького Руху Спротиву, бачив, як його соратник Мак-Лауд помирає від нацистської кулі та незабаром оживає. Хлопчик пообіцяв Мак-Лауду берегти його таємницю. 50 років по тому, отець Бернард просить допомоги у Дункана: у Парижі з'явився нацистський офіцер, якого у 1943 році Бернард та інші партизани вбили та втопили в Сені. |            |                         |                          |                   |                  |                   |                         |           |
| 64 | 20×03      | «Доречний сумнів»       | Reasonable Doubt         | Денніс Беррі      | Elizabeth Baxter | 15 травня 1995    | Буде оголошено          | 94320     |
| Дункан береться бути посередником між власником викраденого ескізу да Вінчі та злодіями, що вимагають викуп. Останні, як виявляється, — племінниця Моріса та Безсмертний злодій і грабіжник Каган. |            |                         |                          |                   |                  |                   |                         |           |
| 65 | 21×03      | «Фінал (частина 1)»     | Finale, Part 1           | Mario Azzopardi   | David Tynan      | 22 травня 1995    | Буде оголошено          | 94321     |
| Калас тікає з в'язниці та відновлює своє полювання на Мак-Лауда і його друзів — Аманду та Моріса. Між тим, удова одного із вбитих Каласом Спостерігачів збирається передати в ЗМІ всю інформацію про Спостерігачів і Безсмертних, щоб помститися за смерть свого чоловіка. |            |                         |                          |                   |                  |                   |                         |           |
| 66 | 22×03      | «Фінал (частина 2)»     | Finale, Part 2           | Денніс Беррі      | David Tynan      | 29 травня 1995    | Буде оголошено          | 94322     |
| Калас силою здобуває компакт-диск із інформацією про Спостерігачів і Безсмертних, та висуває ультиматум Мак-Лауду: його голова в обмін на диск, інакше цю інформацію оприлюднять. |            |                         |                          |                   |                  |                   |                         |           |

## Сезон 4: 1995—1996
| № у серіалі | № у сезоні | Назва (укр.)            | Назва (англ.)           | Режисер(и)        | Сценарист(и)                   | Перший ефір у США | Перший ефір українською | Код серії |
| --- | ---------- | ----------------------- | ----------------------- | ----------------- | ------------------------------ | ----------------- | ----------------------- | --------- |
| 67 | 1×04       | «Батьківщина»           | Homeland                | Едріан Пол        | David Tynan                    | 25 вересня 1995   | Буде оголошено          | 95401     |
| У сучасному Парижі Дункан Мак-Лауд натрапляє на старовинний браслет, який він 400 років тому подарував своїй першій коханій і який пізніше поклав у її могилу. Дункан вирушає до Шотландії, щоб повернути браслет у могилу. Як виявляється, в його рідному селі Гленфіннан кояться дивні речі: розграбування давніх могил в околицях села та криваві вбивства, що копіюють старовинний вид страти — «кривавий орел». Місцеві мешканці згадують, що за легендою колись у такий спосіб вбивав своїх ворогів вікінг Кенвульф Руйнівник, який сіяв смерть по всій Шотландії, але за тією ж легендою сотні років тому Кенвульфа вбив син голови клану Мак-Лаудів, Дункан Мак-Лауд, який повернувся з мертвих, щоб помститися вікінгу за смерть батька… |            |                         |                         |                   |                                |                   |                         |           |
| 68 | 2×04       | «Брати по зброї»        | Brothers in Arms        | Charles Wilkinson | Morrie Ruvinsky                | 2 жовтня 1995     | Буде оголошено          | 95402     |
| В американському аеропорту Дункан і Джо стають свідками, як невідомий у масці намагається застрелити Безсмертного. Як виявляється, снайпер — це Чарлі Де-Сальво, друг Мак-Лауда, а Безсмертний, який вбив кохану Чарлі — Ендрю Корд, який врятував Джо Доусона у В'єтнамі…Дункан розривається між дружбою з Чарлі, який прагне вбити Корда, і дружбою з Джо Доусоном, який просить не вбивати того, хто врятував його життя. |            |                         |                         |                   |                                |                   |                         |           |
| 69 | 3×04       | «Невинний»              | The Innocent            | Денніс Беррі      | Alan Swayze                    | 9 жовтня 1995     | Буде оголошено          | 95403     |
| Дункан і Річі Раян намагаються захистити розумово відсталого Безсмертного — легку здобич для інших Безсмертних. Проте, як виявляється, цей божевільний не такий вже й безневинний, як здається… |            |                         |                         |                   |                                |                   |                         |           |
| 70 | 4×04       | «Ватажок зграї»         | Leader of the Pack      | Mario Azzopardi   | Lawrence Shore                 | 16 жовтня 1995    | Буде оголошено          | 95404     |
| Річі випадково зустрічає того самого вуличного грабіжника, який кілька років тому вбив його і Тессу, та прагне будь-якою ціною йому помститися. Тим часом, у житті Мак-Лауда з'являється його старовинний ворог, Каніс, який має звичку перед тим, як обезголовити суперника, зацькувати його собаками. Тепер Каніс полює на Мак-Лауда |            |                         |                         |                   |                                |                   |                         |           |
| 71 | 5×04       | «Двоглавий орел»        | Double Eagle            | Mario Azzopardi   | David Tynan                    | 23 жовтня 1995    | Буде оголошено          | 95405     |
| У Сан-Франциско часів «золотої лихоманки» Аманда виграла у покер салун, що належав приятелю Мак-Лауда, також Безсмертному, який своєю чергою згодом підпалив салун, щоб той не дістався Аманді. У сучасному світі ці двоє непримиримих ворогів водночас приїжджають до Сікувера. Дункану доводиться прикладати надзвичайних зусиль, щоб тримати двох близьких йому людей подалі один від одного. Це спричиняє низку непорозумінь, у фіналі якої закляті вороги стають співвласниками скакового коня... |            |                         |                         |                   |                                |                   |                         |           |
| 72 | 6×04       | «Нова зустріч»          | Reunion                 | Dennis Baxter     | Elizabeth Baxter               | 30 жовтня 1995    | Буде оголошено          | 95406     |
| Рятуючи свою голову, Кенні, 800-літній Безсмертний, який має вигляд 10-літнього, переховується у лікарні, де працює Енн Ліндсі. Дізнавшись про справжню сутність «хлопчика», Енн просить Дункана захистити Кенні, але Мак-Лауд пам'ятає, яким підступним і злим є насправді цей підліток. Ненависть Кенні до Мак-Лауда підсилюється тим, що коханка Дункана — його перша наставниця, Аманда. |            |                         |                         |                   |                                |                   |                         |           |
| 73 | 7×04       | «Полковник»             | The Colonel             | Денніс Беррі      | Drunford King                  | 12 листопада 1995 | Буде оголошено          | 95407     |
| На Мак-Лауда починає полювання Безсмертний, якого 70 років тому, завдяки свідченням Дункана, відправили у тюремну психлікарню за військові злочини. Тепер за задумом полковника Кілліана, так само має страждати і Мак-Лауд... |            |                         |                         |                   |                                |                   |                         |           |
| 74 | 8×04       | «Герої мимоволі»        | Reluctant Heroes        | Neill Fearnley    | Scott Peters                   | 19 листопада 1995 | Буде оголошено          | 95408     |
| Мак-Лауд і Річі стають свідками нападу, внаслідок якого гине невинна жінка. Вбивцю заарештовує поліція; ним виявляється Безсмертний, на ім'я Кінмен. У Дункана і Річі вимагають дати свідчення в суді як свідків, проте у Мак-Лауда є свої рахунки з Безсмертним кілером. |            |                         |                         |                   |                                |                   |                         |           |
| 75 | 9×04       | «Гнів Калі»             | The Wrath of Kali       | Duane Clark       | David Tynan                    | 26 листопада 1995 | Буде оголошено          | 95409     |
| Університет, де викладає Мак-Лауд, купує безцінну статую індуїстської богині Калі. Мак-Лауд зустрічається з Безсмертним, останнім представником індійської секти тагів, який бажає повернути реліквію до Індії та вбиває усіх, хто стоїть на його шляху |            |                         |                         |                   |                                |                   |                         |           |
| 76 | 10×04      | «Лицарство»             | Chivalry                | Paolo Barzman     | Michael O'Mahoney, Sasha Reins | 3 грудня 1995     | Буде оголошено          | 95410     |
| Безсмертна Крістін дуже небезпечна і не спиняється перед вбивством смертних заради своїх потреб. Коли вона спокушає Річі, Мак-Лауд усіма силами намагається захистити свого друга, але не може вбити Крістін, свою колишню коханку. |            |                         |                         |                   |                                |                   |                         |           |
| 77 | 11×04      | «Поза часом»            | Timeless                | Duane Clark       | Karen Harris                   | 4 лютого 1996     | Буде оголошено          | 95411     |
| Хтось намагається вбити молоду, але всесвітньо відому піаністку Клаудію Жардін, підопічну Мак-Лауда, потенційну Безсмертну. |            |                         |                         |                   |                                |                   |                         |           |
| 78 | 12×04      | «Бліцкриг»              | The Blitz               | Paolo Barzman     | Morrie Ruvinsky                | 11 лютого 1996    | Буде оголошено          | 95412     |
| Доктор Енн Ліндсі допомагає жертвам вибуху, що стався у підземному торговельному центрі, але другий вибух відрізає її та потерпілих від світу. Дункан і Річі кидаються на допомогу Енн. |            |                         |                         |                   |                                |                   |                         |           |
| 79 | 13×04      | «Щось лихе»             | Something Wicked        | Денніс Беррі      | David Tynan                    | 18 лютого 1996    | Буде оголошено          | 95413     |
| Друг Мак-Лауда, Безсмертний індіанський шаман Колтек, вбив так багато злих Безсмертних, що сам переповнився злом. Дункан прагне допомогти йому знову стати собою, але марно. Мак-Лауду доведеться битися зі старим другом, ризикуючи у разі перемоги отримати його силу Злого Прискорення і самому стати злим |            |                         |                         |                   |                                |                   |                         |           |
| 80 | 14×04      | «Порятунок»             | Deliverance             | Денніс Беррі      | David Tynan                    | 25 лютого 1996    | Буде оголошено          | 95414     |
| Мак-Лауд під дією Злого Прискорення приїздить до Франції, сіючи на своєму шляху зло та біль. Мітос і Шон Бернс, Безсмертний і психоаналітик, намагаються звернутися до добра в душі Дункана, але, можливо, запізно... |            |                         |                         |                   |                                |                   |                         |           |
| 81 | 15×04      | «Обіцянки»              | Promises                | Paolo Barzman     | Lawrence Shore                 | 2 березня 1996    | Буде оголошено          | 95415     |
| Мак-Лауд випадково запобігає вбивству президента однієї з арабських країн. За замахом стоїть помічник президента, Безсмертний, який нагадує Дункану, що колись той пообіцяв йому віддати життя за життя. Тепер Дункан має виконати свою обіцянку і вбити президента. |            |                         |                         |                   |                                |                   |                         |           |
| 82 | 16×04      | «Дар Мафусаїла»         | Methuselah's Gift       | Едріан Пол        | Michael O'Mahoney, Sasha Reins | 28 квітня 1996    | Буде оголошено          | 95416     |
| На Аманду нападають невідомі, які прагнуть забрати її талісман-кристал — частинку магічного кристалу, який дарує власнику невразливість. Аманда звертається до Дункана по допомогу; їхнє розслідування доводить, що за цим стоять Спостерігачі, а, можливо, і Мітос… |            |                         |                         |                   |                                |                   |                         |           |
| 83 | 17×04      | «Безсмертний Чімолі»    | The Immortal Cimoli     | Yves Lafaye       | Scott Peters                   | 5 травня 1996     | Буде оголошено          | 95417     |
| Цирковий фокусник-невдаха Денні Чімолі мріє про всесвітню славу. Ці мрії стають реальністю, коли після загибелі в ДТП Денні оживає як Безсмертний: він робить із свого безсмертя цирковий фокус, з яким виступає по кілька разів на день. Мак-Лауд прагне йому допомогти призвичаїтися до нового життя, проте дуже скоро інші Безсмертні дізнаються про існування «Безсмертного Чімолі». |            |                         |                         |                   |                                |                   |                         |           |
| 84 | 18×04      | «Крізь тьмяне скло»     | Through a Glass, Darkly | Денніс Беррі      | Alan Swayze                    | 12 травня 1996    | Буде оголошено          | 95418     |
| Мак-Лауд несподівано зустрічає свого давнього друга і соратника у боротьбі за незалежність Шотландії, Безсмертного Уоррена Кохрейна. Той, як виявляється, втратив пам'ять і не пам'ятає ані свого минулого життя, ані той факт, що є Безсмертним. Дункан прагне допомогти другові повернути пам'ять, але Кохрейну, можливо, деякі спогади краще б не повертати... |            |                         |                         |                   |                                |                   |                         |           |
| 85 | 19×04      | «Двічі винний»          | Double Jeopardy         | Charles Wilkinson | David Tynan                    | 3 травня 1996     | Буде оголошено          | 95419     |
| Агент Делейні прибуває до Парижу для розслідування низки пограбувань ювелірних крамниць, у яких вона підозрює Ксав'є Сен-Клода. Агент хоче залучити і Дункана до розслідування, але той точно знає, що Сен-Клод мертвий. Чи хтось вправно його копіює? |            |                         |                         |                   |                                |                   |                         |           |
| 86 | 20×04      | «До самої смерті»       | Till Death              | Денніс Беррі      | Michael O'Mahoney, Sasha Reins | 19 травня 1996    | Буде оголошено          | 95420     |
| Мак-Лауд намагається врятувати 300-річний шлюб своїх друзів, Роберта і Джини. Дункан розробляє хитрий план: він вмовляє Мітоса зіграти роль злого і сильного Безсмертного, який полює за головою Роберта. |            |                         |                         |                   |                                |                   |                         |           |
| 87 | 21×04      | «Судний день»           | Judgment Day            | Gerard Hameline   | David Tynan                    | 26 травня 1996    | Буде оголошено          | 95421     |
| Невідомий Безсмертний останні три роки методично вбиває Спостерігачів. Доусона через його дружбу з Мак-Лаудом звинувачують у зраді Товариству Спостерігачів і пособництві цим вбивствам. Дункан намагається врятувати свого друга, але його втручання лише погіршує ситуацію. |            |                         |                         |                   |                                |                   |                         |           |
| 88 | 22×04      | «За хвилину до півночі» | One Minute to Midnight  | Денніс Беррі      | David Tynan                    | 28 вересня 1996   | Буде оголошено          | 95422     |
| Мак-Лауд дізнається, що за вбивствами Спостерігачів стоїть його давній друг, Безсмертний Джейкоб Галаті, кохану якого вбив Спостерігач-відступник Джеймс Хортон, тому Галаті оголосив вендету Товариству. Своєю чергою розлючене загибеллю своїх членів Товариство Спостерігачів готове вбивати будь-якого небезпечного для нього Безсмертного. Мак-Лауд і Мітос усіма силами намагаються зупинити криваву бійню. |            |                         |                         |                   |                                |                   |                         |           |